# Twentepad
Het Twentepad (SP 2) is een streekpad met een lengte van 87 kilometer in de provincie Overijssel. Het pad is met geel-rode tekens in beide richtingen gemarkeerd en in een gidsje beschreven. Het pad wordt beheerd door Wandelnet.
De route begint bij het station van Almelo en loopt via Tubbergen, Ootmarsum, Denekamp en Oldenzaal weer naar Almelo.
Aansluitingen op het openbaar vervoer bestaan uit stations te Almelo en Oldenzaal; bushaltes zijn meestal binnen enkele kilometers van de route aanwezig. Aangezien de route zo veel mogelijk bebouwde omgevingen mijdt, moet de wandelaar voor winkels de route vaak even verlaten. 
De route kruist op een aantal plaatsen het Noaberpad en is sinds 2006 ook ten dele opgenomen in het Wandelnetwerk Twente.
- Almelo Station - Tubbergen (16,4 km)
- Tubbergen - Ootmarsum (22,9 km)
- Ootmarsum - Oldenzaal Station (25,6 km)
- Oldenzaal Station - Hertme (19,1 km)
- Hertme - Almelo Station (10,5 km)

## Afbeeldingen

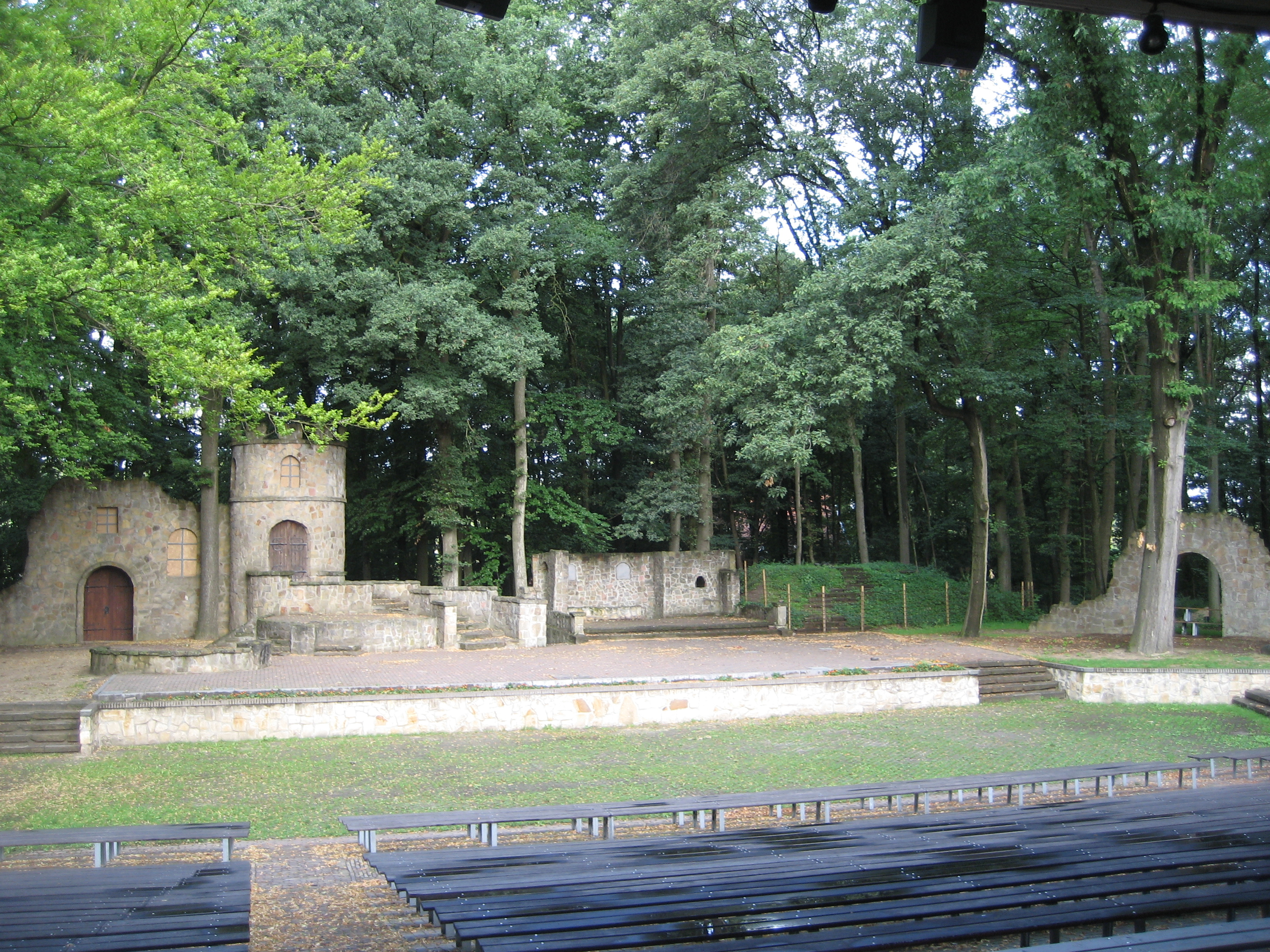
Openluchttheater, Hertme
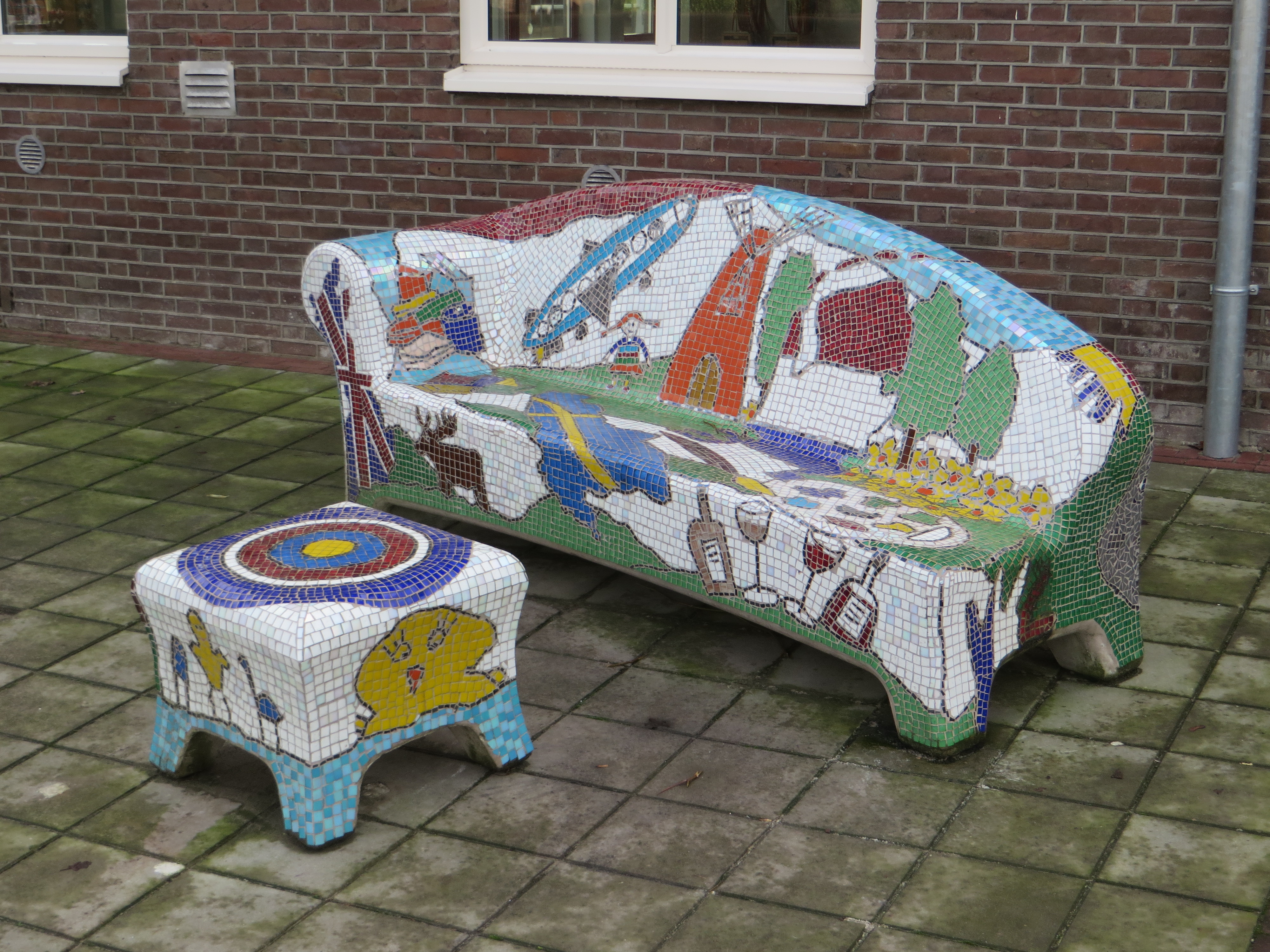
Social Sofa, Saasveld
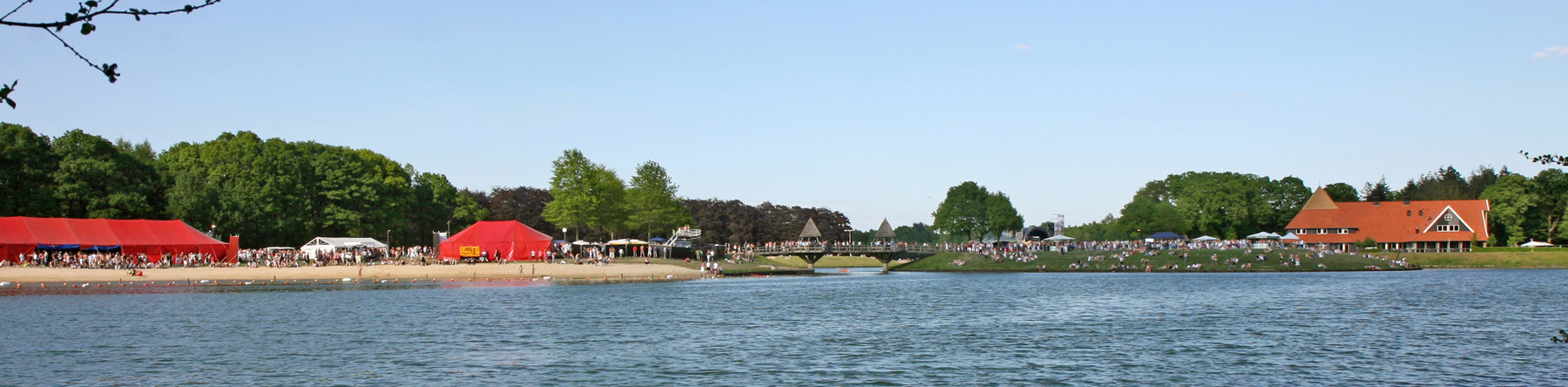
Recreatiegebied Het Hulsbeek, Oldenzaal
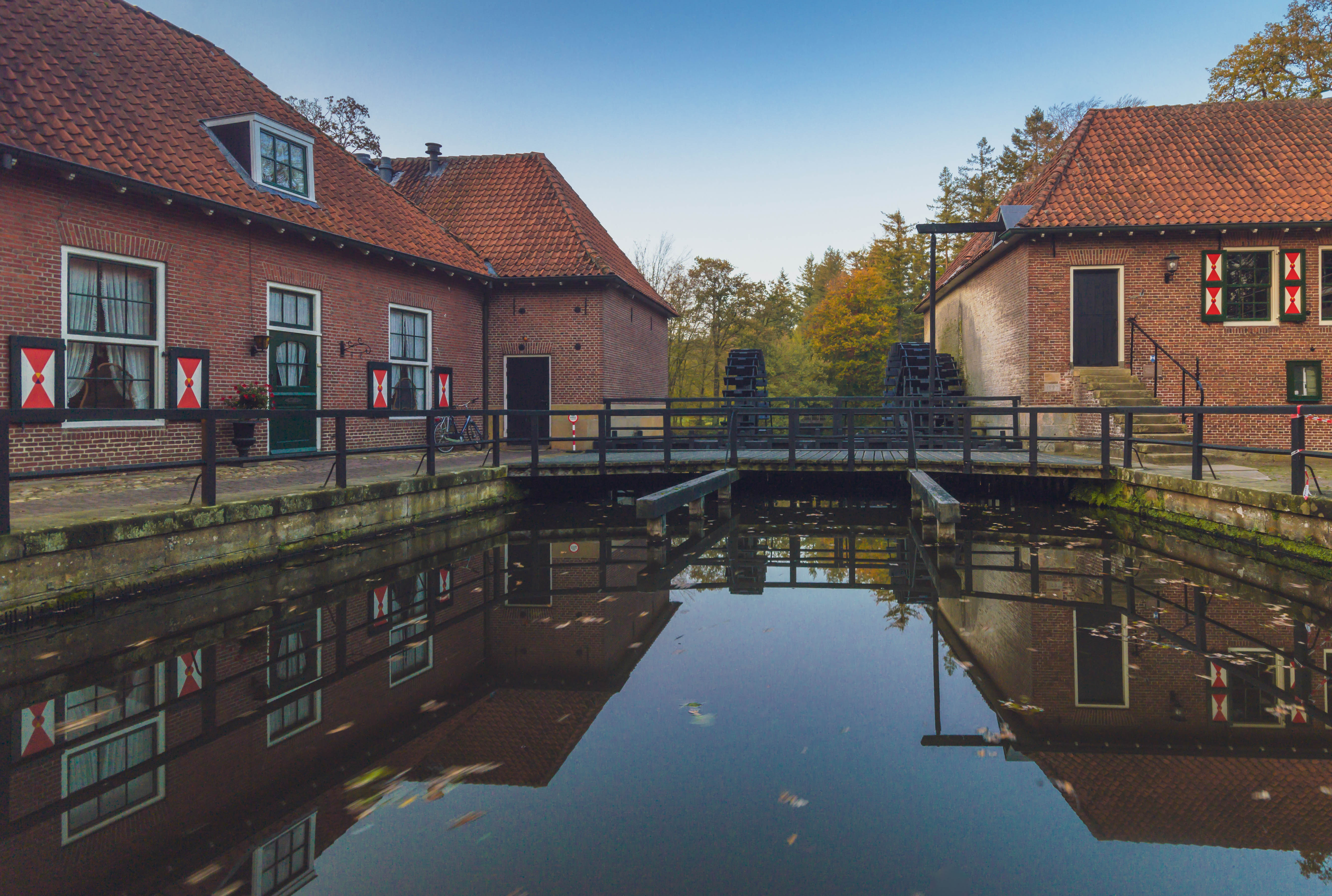
Molen van Singraven
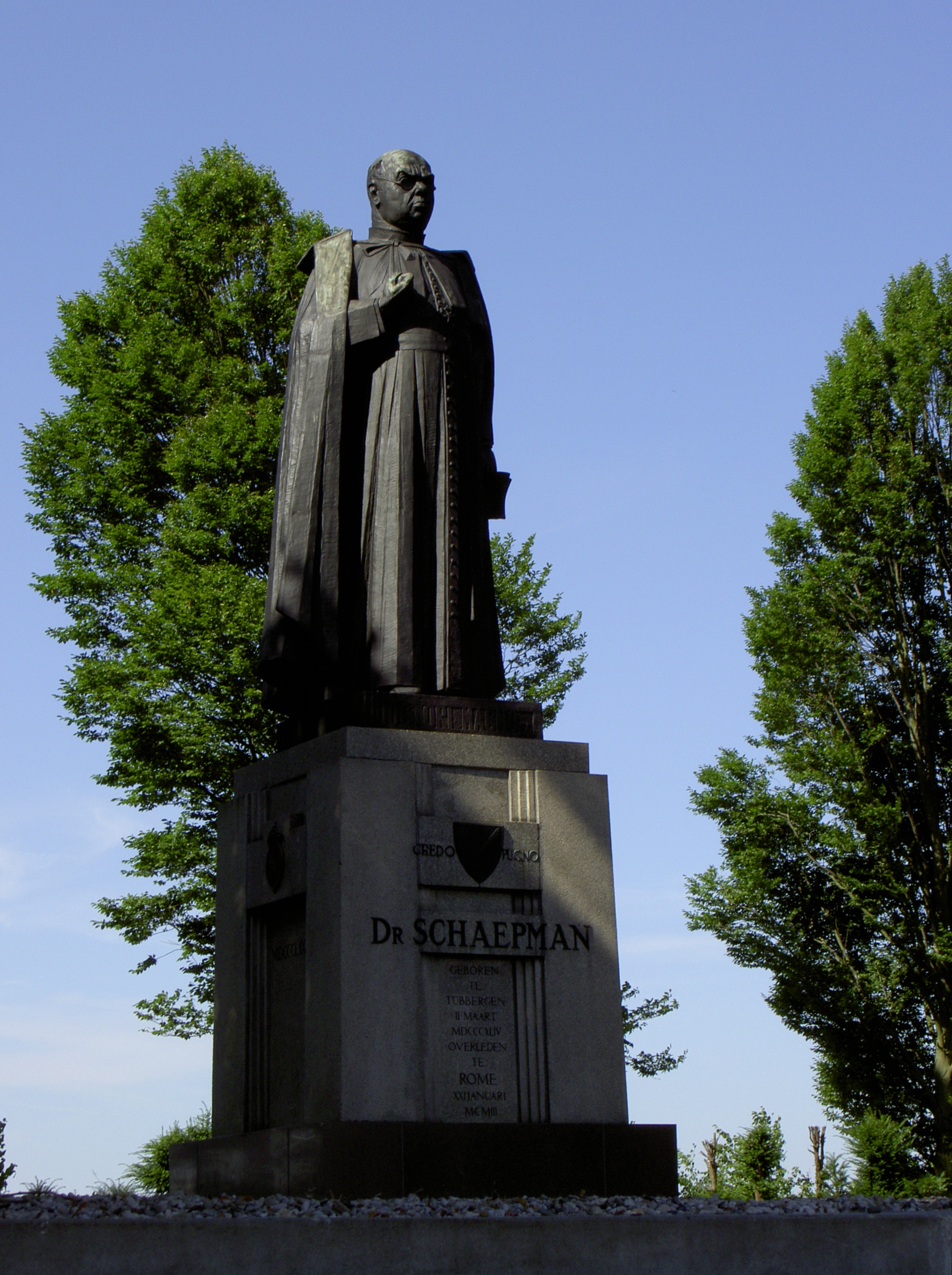
Standbeeld van dr. Schaepman, Tubberger Esch